# Élections municipales de 2013 dans Sherbrooke
 (signalé en août 2025).
Si vous disposez d'ouvrages ou d'articles de référence ou si vous connaissez des sites web de qualité traitant du thème abordé ici, merci de compléter l'article en donnant les références utiles à sa vérifiabilité et en les liant à la section « Notes et références ».
- Archive Wikiwix
- Bing
- Cairn
- DuckDuckGo
- E. Universalis
- Gallica
- Google
- G. Books
- G. News
- G. Scholar
- Persée
- Qwant
- (zh) Baidu
- (ru) Yandex
- (wd) trouver des œuvres sur Wikidata

Pour un article plus général, voir Élections municipales de 2013 en Estrie.
Cet article concerne les élections municipales de 2013 en Estrie dans la municipalité régionale de comté de Le Granit.

## Sherbrooke
| Partis                         | Partis                                          | Candidats pour la mairie  | Vote   | %     |
| ------------------------------ | ----------------------------------------------- | ------------------------- | ------ | ----- |
|                                | Équipe Bernard Sévigny - Renouveau sherbrookois | Bernard Sévigny (Sortant) | 35 246 | 73,39 |
|                                | Indépendant                                     | Denis Pellerin            | 6 854  | 14,27 |
|                                | Indépendant                                     | Roy Patterson             | 3 104  | 6,46  |
|                                | Comme une eau Terre                             | Hubert Richard            | 2 824  | 5,88  |
| Taux de participation : 42,0 % |                                                 |                           |        |       |

Arrondissement Brompton
| Partis | Partis                                          | Candidats conseiller de ville - District de Brompton | Vote  | %     |
| ------ | ----------------------------------------------- | ---------------------------------------------------- | ----- | ----- |
|        | Indépendante                                    | Nicole Bergeron (Sortante)                           | 2 115 | 78,16 |
|        | Indépendante                                    | Denise Bourgault                                     | 266   | 9,83  |
|        | Équipe Bernard Sévigny - Renouveau sherbrookois | Mélanie Lemay                                        | 257   | 9,50  |
|        | Comme une eau Terre                             | Sébastien Fortin                                     | 68    | 2,51  |

| Partis | Partis              | Candidats conseiller d'arrondissement - District de Beauvoir | Vote | %     |
| ------ | ------------------- | ------------------------------------------------------------ | ---- | ----- |
|        | Indépendant         | Benoît Dionne (Sortant)                                      | 685  | 60,67 |
|        | Indépendant         | François Lebel                                               | 451  | 29,15 |
|        | Indépendante        | Sandra Côté                                                  | 139  | 12,31 |
|        | Comme une eau Terre | Alexandre Ouellet-Turmel                                     | 46   | 4,07  |

| Partis | Partis              | Candidats conseiller d'arrondissement - District des Moulins | Vote  | %     |
| ------ | ------------------- | ------------------------------------------------------------ | ----- | ----- |
|        | Indépendante        | Kathleen Gélinas (Sortante)                                  | 1 028 | 66,45 |
|        | Indépendant         | François Lebel                                               | 451   | 29,15 |
|        | Comme une eau Terre | Alain-Antoine Courchesne                                     | 68    | 4,40  |

Arrondissement Fleurimont
| Partis | Partis                                          | Candidats conseiller de ville - District du Pin-Solitaire | Vote  | %     |
| ------ | ----------------------------------------------- | --------------------------------------------------------- | ----- | ----- |
|        | Indépendante                                    | Hélène Dauphinais                                         | 1 316 | 54,70 |
|        | Équipe Bernard Sévigny - Renouveau sherbrookois | Mariette Fugère (Sortante)                                | 990   | 41,15 |
|        | Comme une eau Terre                             | Mélodie Ouellette                                         | 100   | 4,16  |

| Partis | Partis                                          | Candidats conseiller de ville - District des Quatre-Saisons | Vote  | %     |
| ------ | ----------------------------------------------- | ----------------------------------------------------------- | ----- | ----- |
|        | Équipe Bernard Sévigny - Renouveau sherbrookois | Vincent Boutin                                              | 1 246 | 55,80 |
|        | Indépendant                                     | Martin Langlois                                             | 898   | 40,21 |
|        | Comme une eau Terre                             | Cynthia Dunn                                                | 89    | 3,99  |

| Partis | Partis                                          | Candidats conseiller de ville - District de Desranleau | Vote  | %     |
| ------ | ----------------------------------------------- | ------------------------------------------------------ | ----- | ----- |
|        | Équipe Bernard Sévigny - Renouveau sherbrookois | Danielle Berthold                                      | 1 210 | 43,86 |
|        | Indépendant                                     | Jean-Guy Demers (Sortant)                              | 1 018 | 36,90 |
|        | Comme une eau Terre                             | Pascal Cyr                                             | 531   | 19,25 |

| Partis | Partis                                          | Candidats conseiller de ville - District de Lavigerie | Vote  | %     |
| ------ | ----------------------------------------------- | ----------------------------------------------------- | ----- | ----- |
|        | Équipe Bernard Sévigny - Renouveau sherbrookois | Louisda Brochu (Sortant)                              | 1 664 | 58,49 |
|        | Indépendant                                     | Sylvain Côté                                          | 1 181 | 41,51 |

| Partis | Partis                                          | Candidats conseiller de ville - District de Marie-Rivier | Vote  | %     |
| ------ | ----------------------------------------------- | -------------------------------------------------------- | ----- | ----- |
|        | Indépendant                                     | Rémi Demers (Sortant)                                    | 1 652 | 74,21 |
|        | Équipe Bernard Sévigny - Renouveau sherbrookois | Michel (Mi Qui) Quirion                                  | 471   | 21,16 |
|        | Comme une eau Terre                             | Guy Martel                                               | 103   | 4,63  |

Arrondissement Lennoxville
| Partis | Partis                                          | Candidats conseiller de ville - District de Lennoxville | Vote  | %     |
| ------ | ----------------------------------------------- | ------------------------------------------------------- | ----- | ----- |
|        | Indépendant                                     | David W. Price (Sortant)                                | 1 336 | 80,48 |
|        | Équipe Bernard Sévigny - Renouveau sherbrookois | Nicolas Balasi                                          | 266   | 16,02 |
|        | Comme une eau Terre                             | Jean-Guy Dorval                                         | 58    | 3,49  |

| Partis | Partis       | Candidats conseiller d'arrondissement - District d'Uplands | Vote            | %               |
| ------ | ------------ | ---------------------------------------------------------- | --------------- | --------------- |
|        | Indépendante | Linda Boulanger                                            | Sans opposition | Sans opposition |

| Partis | Partis              | Candidats conseiller d'arrondissement - District de Fairview | Vote | %     |
| ------ | ------------------- | ------------------------------------------------------------ | ---- | ----- |
|        | Indépendant         | Claude Charron                                               | 569  | 89,32 |
|        | Comme une eau Terre | Steve A. Côté                                                | 68   | 10,68 |

Arrondissement Le Mont-Bellevue
| Partis | Partis                                          | Candidats conseiller de ville - District du Centre-Sud | Vote  | %     |
| ------ | ----------------------------------------------- | ------------------------------------------------------ | ----- | ----- |
|        | Équipe Bernard Sévigny - Renouveau sherbrookois | Serge Paquin (Sortant)                                 | 1 137 | 77,08 |
|        | Comme une eau Terre                             | Ariane C. Paré                                         | 202   | 13,69 |
|        | Indépendant                                     | Gavin Guillemette                                      | 136   | 9,22  |

| Partis | Partis                                          | Candidats conseiller de ville - District d'Ascot | Vote  | %     |
| ------ | ----------------------------------------------- | ------------------------------------------------ | ----- | ----- |
|        | Équipe Bernard Sévigny - Renouveau sherbrookois | Robert Y. Pouliot (Sortant)                      | 1 092 | 61,73 |
|        | Indépendant                                     | Edwin Moreno                                     | 588   | 33,24 |
|        | Comme une eau Terre                             | Carlos V. Buck                                   | 89    | 5,03  |

| Partis | Partis                                          | Candidats conseiller de ville - District de la Croix-Lumineuse | Vote | %     |
| ------ | ----------------------------------------------- | -------------------------------------------------------------- | ---- | ----- |
|        | Équipe Bernard Sévigny - Renouveau sherbrookois | Nicole A. Gagnon                                               | 720  | 33,57 |
|        | Indépendant                                     | Antoni Daigle                                                  | 512  | 23,87 |
|        | Indépendant                                     | Jean Bernier                                                   | 331  | 15,43 |
|        | Indépendant                                     | Gilles Quenneville                                             | 178  | 8,30  |
|        | Indépendant                                     | Matamba Harusha Henry Mbatika                                  | 155  | 7,23  |
|        | Indépendant                                     | Jacques Bilodeau                                               | 138  | 6,43  |
|        | Indépendant                                     | Luc Martin                                                     | 56   | 2,61  |
|        | Comme une eau Terre                             | Sébastien Houle                                                | 55   | 2,56  |

| Partis | Partis                                          | Candidats conseiller de ville - District de l'Université | Vote  | %     |
| ------ | ----------------------------------------------- | -------------------------------------------------------- | ----- | ----- |
|        | Indépendant                                     | Jean-François Rouleau (Sortant)                          | 1 336 | 80,48 |
|        | Équipe Bernard Sévigny - Renouveau sherbrookois | Nicolas Balasi                                           | 266   | 16,02 |
|        | Comme une eau Terre                             | Jean-Guy Dorval                                          | 58    | 3,49  |

Arrondissement Rock Forest--Saint-Élie--Deauville
| Partis | Partis                                          | Candidats conseiller de ville - District de Deauville | Vote  | %     |
| ------ | ----------------------------------------------- | ----------------------------------------------------- | ----- | ----- |
|        | Équipe Bernard Sévigny - Renouveau sherbrookois | Diane Délisle (Sortant)                               | 1 255 | 52,40 |
|        | Indépendante                                    | Pascale Doré                                          | 953   | 39,79 |
|        | Comme une eau Terre                             | Kévin Côté                                            | 187   | 7,81  |

| Partis | Partis                                          | Candidats conseiller de ville - District des Châteaux-d'Eau | Vote  | %     |
| ------ | ----------------------------------------------- | ----------------------------------------------------------- | ----- | ----- |
|        | Équipe Bernard Sévigny - Renouveau sherbrookois | Bruno Vachon (Sortant)                                      | 2 375 | 89,42 |
|        | Comme une eau Terre                             | Sébastien Nava                                              | 281   | 10,58 |

| Partis | Partis                                          | Candidats conseiller de ville - District de Rock Forest | Vote  | %     |
| ------ | ----------------------------------------------- | ------------------------------------------------------- | ----- | ----- |
|        | Indépendant                                     | Annie Godbout                                           | 1 764 | 58,41 |
|        | Équipe Bernard Sévigny - Renouveau sherbrookois | Serge Audet                                             | 1 256 | 41,59 |

| Partis | Partis                                          | Candidats conseiller de ville - District de Saint-Élie | Vote  | %     |
| ------ | ----------------------------------------------- | ------------------------------------------------------ | ----- | ----- |
|        | Indépendant                                     | Julien Lachance (Sortant)                              | 1 742 | 59,99 |
|        | Équipe Bernard Sévigny - Renouveau sherbrookois | Alexandre Blanchette                                   | 620   | 21,35 |
|        | Indépendante                                    | Nathalie Ramonda                                       | 542   | 18,66 |

Arrondissement Jacques-Cartier
| Partis | Partis                                          | Candidats conseiller de ville - District de Beckett | Vote  | %     |
| ------ | ----------------------------------------------- | --------------------------------------------------- | ----- | ----- |
|        | Équipe Bernard Sévigny - Renouveau sherbrookois | Christine Ouellet                                   | 1 266 | 39,33 |
|        | Indépendante                                    | Louise Allard                                       | 1 090 | 33,86 |
|        | Indépendante                                    | Nathalie Goguen (Sortante)                          | 863   | 26,81 |

| Partis | Partis                                          | Candidats conseiller de ville - District du Domaine-Howard | Vote  | %     |
| ------ | ----------------------------------------------- | ---------------------------------------------------------- | ----- | ----- |
|        | Indépendante                                    | Chantal L'Espérance (Sortante)                             | 1 596 | 62,76 |
|        | Équipe Bernard Sévigny - Renouveau sherbrookois | Guy Lefrançois                                             | 779   | 30,63 |
|        | Comme une eau Terre                             | Patrick Tétreault                                          | 168   | 6,61  |

| Partis | Partis                                          | Candidats conseiller de ville - District de Montcalm | Vote  | %     |
| ------ | ----------------------------------------------- | ---------------------------------------------------- | ----- | ----- |
|        | Indépendant                                     | Marc Denault (Sortant)                               | 2 486 | 78,85 |
|        | Équipe Bernard Sévigny - Renouveau sherbrookois | Jean-Pierre Décarie                                  | 586   | 18,59 |
|        | Comme une eau Terre                             | Simon Racine                                         | 81    | 2,57  |

| Partis | Partis                                          | Candidats conseiller de ville - District du Carrefour | Vote  | %     |
| ------ | ----------------------------------------------- | ----------------------------------------------------- | ----- | ----- |
|        | Indépendant                                     | Pierre Tardif (Sortant)                               | 1 188 | 38,68 |
|        | Indépendante                                    | Évelyne Beaudin                                       | 969   | 31,55 |
|        | Équipe Bernard Sévigny - Renouveau sherbrookois | Gaston Leroux                                         | 884   | 28,79 |
|        | Indépendant                                     | Juan Ovidio Arango                                    | 30    | 0,98  |